# Armata Roșie

Steagul de luptă al Armatei Roșii

Steagul Armatei Roșii

Armata Roșie a fost termenul folosit pentru forțele armate ale Uniunii Sovietice între 1918 și 1946. Denumirea datează din perioada războiului civil rus, când această armată era adversara „Armatei Albe”. Numele complet era Armata Roșie a Muncitorilor și Țăranilor. Din 1946 armata URSS primește oficial numele de Armata Sovietică; totuși, în vorbirea informală, continuă să fie adesea denumită „Armata Roșie”.

## Formarea Armatei Roșii

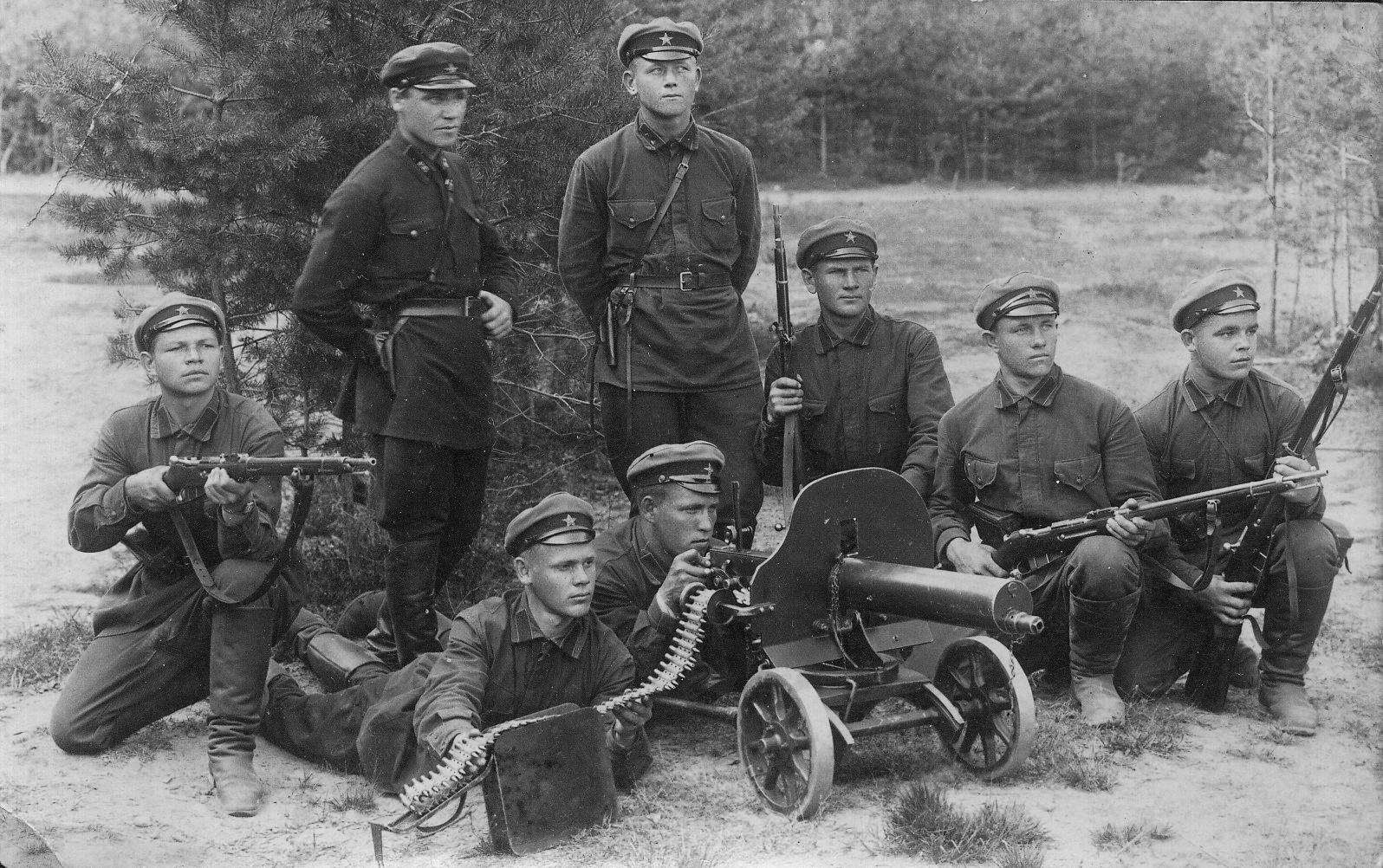
Soldați din Armata Roșie, în anii 1920-1930

Armata Roșie a fost creată la 28 ianuarie 1918. La început, țăranii și muncitorii erau membri pe bază de voluntariat. 
Mare parte a ofițerilor Armatei Imperiale Ruse au luptat de partea Roșiilor, nu a Albilor. Foștii militari Țariști, numiți „specialiști militari”, erau întotdeauna supervizați de comisari politici ce aprobau deciziile și îi supravegheau pentru a decide dacă puteau fi de încredere pentru Bolșevici. Astfel 75,000 ex-ofițeri Țaristi, 775 generali, 1726 membri ai Marelui Stat Major al Armatei Imperiale Ruse au luptat pentru Bolșevici. Ei reprezentau 85% din comandanții de front-uri, 82% din comandanții de armate, 70% din comandanții de divizie. Acesta a fost „secretul succesului” socialiștiilor roșii în războiul împotriva imperialilor albi.
Deoarece războiul civil lua amploare, Lenin a hotărât să introducă recrutarea obligatorie. În timpul războiului civil, Armata Roșie ajunsese la 5 milioane de persoane.
Organizarea Armatei Roșii a revenit lui Lev Davidovici Troțki, care înainte de revoluție ocupase o funcție în comitetul militar revoluționar. Bolșevicii (comuniștii) aveau o influență notabilă în cadrul armatei. Primul Război Mondial a slăbit moralul armatei, producându-se dezertări zilnice. Comuniștii au încercat cu destul de mult succes să creeze o stare de spirit revoluționară în locul patriotismului care se afla în declin.
Noile organe de conducere, sovietele, trebuia să fie formate din „muncitori, soldați și țărani”, după cum spunea Partidul Bolșevic (comunist). Cu câteva luni înainte de revoluție, sute de unități ale armatei au participat la un congres militar ținut la Petrograd (astăzi Sankt Petersburg).
După ce Armata Roșie a fost creată, politica încorporării voluntare nu era suficientă, bolșevismul și „revoluția” nu erau „populare”, se dorea transformare trupelor de voluntari, fidele bolșevicilor, în trupe de elită, restul (80% din soldați) vor fi constrânși să lupte (3-4 milioane). Troțki a susținut recrutarea obligatorie pentru sporirea numărului de soldați, păstrarea ofițerilor țariști în funcții și comisariatul politic, restabilirea disciplinei militare, reintroducerea curții marțiale și pedepsei cu moartea, interzicerea grevelor, etc. A explicat că armata nu putea fi dirijată de comitete revoluționare alese de soldați și a terminat spunând că tactica luptelor de gherilă, practicată în anumite regiuni ale Rusiei, este inadecvată pentru o luptă de o amploare ca aceea ce urma să înceapă.
În esență, tot ce susțineau bolșevicii că era rău în Imperiul Rus, au aplicat, Stalin fiind împotriva ideilor lui Troțki (anii 1920), pentru ca, după preluarea puterii, sa aplice totalitarismul susținut de Troțki. După căderea „în dizgrație”, Troțki, se împotrivește Stalinismului, adică împotriva propriilor idei susținute în anii '20.
Troțki a traversat el însuși toate fronturile, cu un tren blindat, timp de peste de doi ani. Albii dominau regiunile meridionale ale fostului imperiu, o parte din Rusia și Siberia, iar o perioadă de timp au primit ajutor de la aliații care triumfaseră în Primul Război Mondial. Albii au ajuns să amenințe serios Moscova, dar au fost înfrânți.

### Doctrina și tactica Armatei Roșii
Principala doctrină a armatei este Maskirovka, numită „miezul” strategiei, procedurilor operaționale și tacticii doctrinei militare Moscovite. Strategia sovieticilor se baza pe folosirea în masă a artileriei structurându-și forțele armate în jurul artileriei, bazându-se pe faptul că marea majoritate a forțelor inamice este distrusă de artilerie, spre exemplu între 1939-1945 75% din pierderile Armatei Britanice au fost cauzate de artilerie. Armata Roșie dispunea (1942) de aproximativ 100.000 piese de artilerie de toate calibrele.
În anii 1920 s-a dezvoltat teoria militară cunoscută sub numele de „Operații în adâncime”, concept ce presupunea distrugerea, suprimarea și dezorganizarea trupelor inamice nu numai la „linia de contact”, ci pe toată „adâncimea frontului” de luptă.

## Perioada interbelică
Armata Roșie a invadat noile state naționale, foste gubernii ale Imperiului Rus, refăcând mare parte a Imperiului Țarist. A acționat împotriva Poloniei în Ofensiva sovietică îndreptată spre vest din 1918-1919 și Războiul polono-sovietic, împotriva Ucrainei în Războiul de Independență al Ucrainei și Războiul Ukraino-Sovietic, împotriva Statelor baltice în Ofensiva sovietică îndreptată spre vest din 1918-1919 ce a dus la Războiul de independență Estonian, Războiul de independență Leton și Războiul Lituaniano-Sovietic, în Caucaz împotriva Republicii Armene (1918-1920), Republica Democratică Azerbaidjan prin Invazia Sovietică a Azerbaidjanului, Republica Democrată Georgia prin Invazia Sovietică a Georgiei.
De asemenea Armata Roșie a asigurat asistență militară socialiștilor finlandezi în Războiul Civil Finlandez.
În 1922 Uniunea Sovietică (moștenitoarea Imperiului Rus) încheie cu Republica de la Weimar (moștenitoarea Imperiului German) Tratatul de la Rapallo (1922). Acest pact a însemnat o puternică colaborare economică (oficial recunoscută) și una militară (oficial negată). Practic fără acest pact armatele celor două state nu se puteau dezvolta, în cazul Germaniei datorită restricțiilor militare ale Tratatului dela Versailles iar în cazul Rusiei datorită uriașei ineficiențe economice datorate socialismului. Cele două state nu au renunțat niciodată la dorințele expansioniste, fapt adeverit și cu ocazia ratificării Pactul Ribbentrop-Molotov unde cei doi actori și-au împărțit Europa refăcând bazele unei colaborări economice și militare (nerecunoscute oficial).
Odată terminate războaiele prin care Uniunea Sovietică și-a însușit mare parte a teritoriilor  Imperiului Rus, Armata Roșie a invadat China prin Conflictul chino-sovietic (1929) și Invazia Sovietică a Xinjiang, Finlanda în Războiul de Iarnă.
Implicarea în Războiul civil din Spania, peste 2000 de soldați vor lupta iar 59 primesc ordinul Erou al Uniunii Sovietice, mai ales aviatori (peste 1000) și tanchiști. Furnizează  731 tancuri, 242 avioane militare, 703 piese artilerie, 300 transportoare blindate, 1.386 camioane, 15.000 mitraliere grele, 500.000 puști, 30.000 pistoale-mitralieră, 69.000 tone material război, 29.000 tone muniție. „Serviciile” și uriașul material de război vor fi plătite de Socialiștii Spanioli (i.e Republicani) cu 510 tone aur.
În anii '30-'40 au avut loc Marile Epurări și Epurările Armatei Roșii din 1941, în cadrul cărora mulți militari sovietici au fost uciși.
Baza material-tehnologică a Armatei Roșii a fost îmbunătățită radical, cantitativ și calitativ, datorită modernizării industriei Sovietice, modernizare realizată cu ajutorul tehnologiei și a aparaturii din Vest. Peste 200 de firme, printre cele mai importante la acea vreme, au retehnologizat URSS și implicit Armata Roșie. Pe lângă firme din Franța, Italia, Japonia, Marea Britanie, putem enumera nume celebre ce astăzi încă mai există: Ford, Caterpillar, General Electric, Bayer/BASF (la aceea vreme IG Farben), DuPont, Manessman (la acea vreme Demag), Deutz AG, Timken Company,  Ericsson, Siemens AG, etc
„Ei [capitaliștii] ne vor furniza creditele [..], furnizându-ne materiale și echipamentele tehnice ce ne lipsesc, ne vor restabili industria militară necesară pentru viitoarele noastre atacuri [..], ei vor lucra la pregătirea propriei lor sinucideri.”—Vladimir Lenin

## Al Doilea Război Mondial

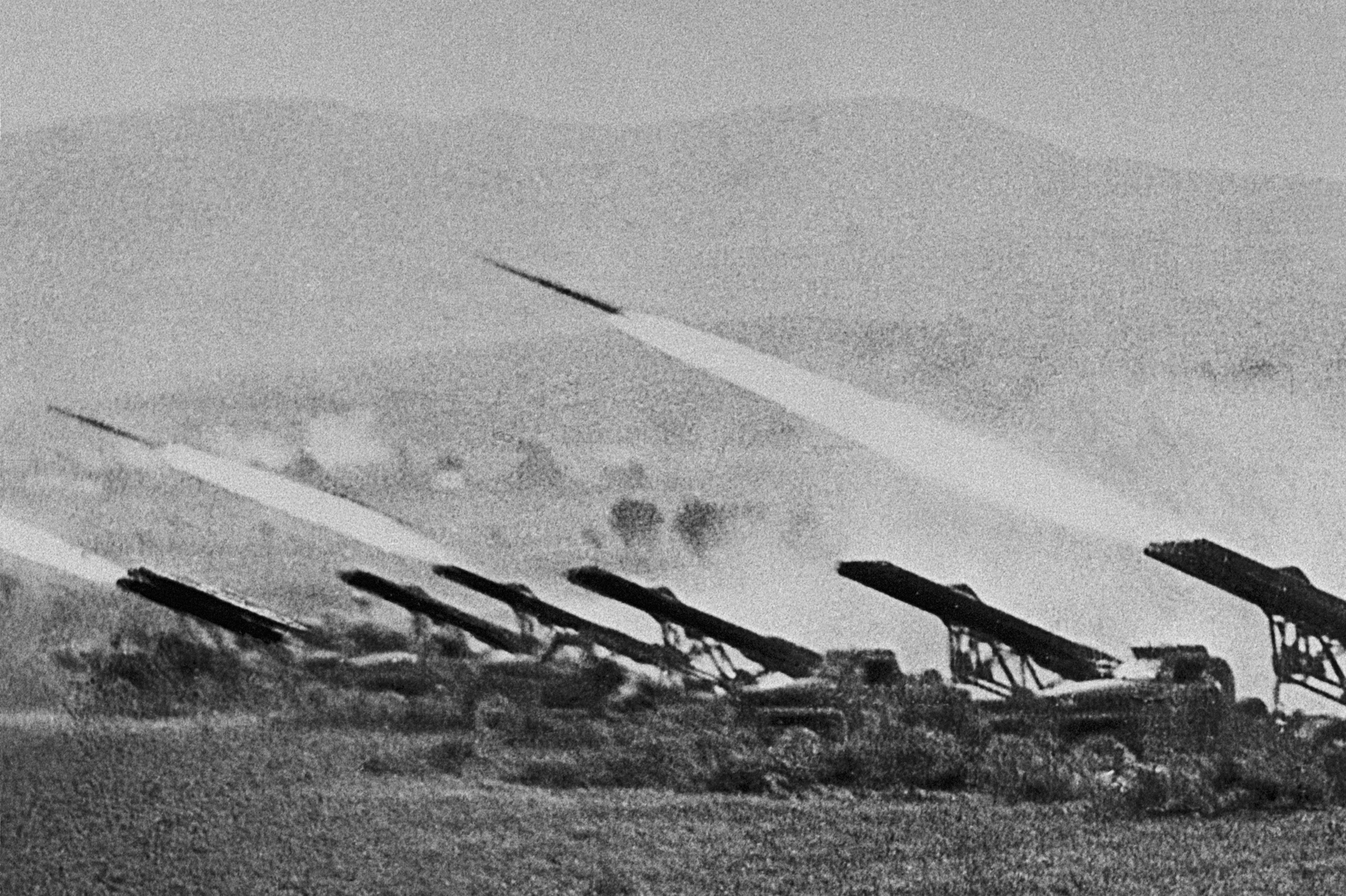
Lansatoare de rachete Katiușa în timpul bătăliei de la Stalingrad.

Inițial, în concordanță cu Pactul Ribbentrop-Molotov, Armata Roșie a fost aliata armatei celui de-al Treilea Reich invadând Polonia, România, Estonia, Letonia, Lituania. La începutul celui de-al Doilea Război Mondial Armata Roșie și Wehrmachtul Național Socialist au fost aliați, între 1939-1941, cei doi actori fiind inițiatorii celui de-al Doilea Război Mondial.

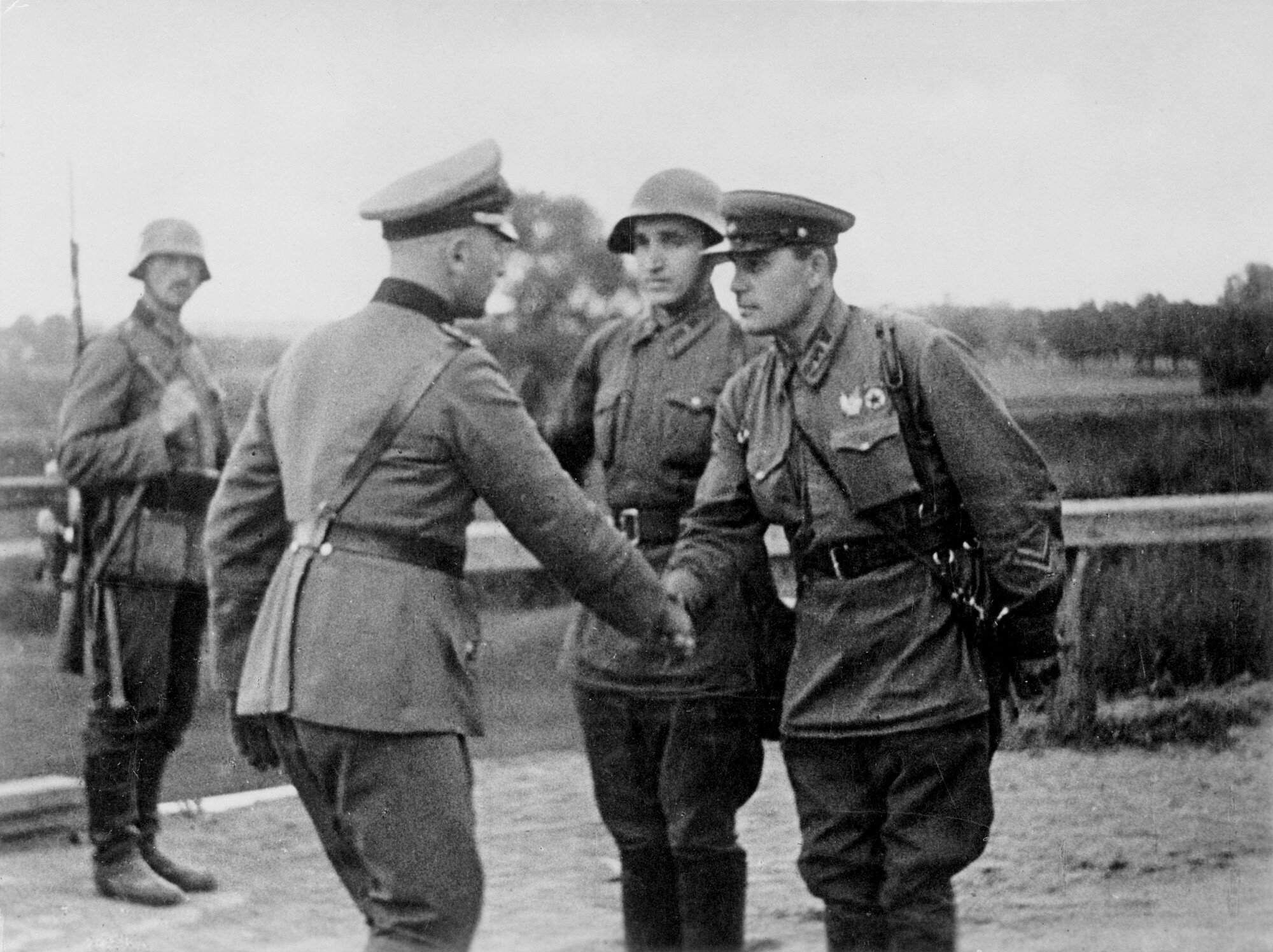
Ofițer german și ofițer sovietic dând mâna la sfârșitul colaborării în invadarea Poloniei

În timpul celui de-al doilea război mondial Armata Roșie a acționat împotriva Poloniei, împotriva țărilor baltice), pe frontul de răsărit împotriva Germaniei și aliaților ei, împotriva Iranului și Japoniei în Asia, continuarea războiului cu Finlanda. Armata Roșie a fost dotată cu noi tunuri antiaeriene, tunuri antitanc, alte tunuri de diferite calibre, și avioane competitive: MIG, Yak și Il2. Lansatorul de rachete numit familiar „Katiușa” sau „orga lui Stalin” era o armă de o mare putere distructivă. De asemenea, marina avea o foarte bună dotare. Comandantul suprem al Armatei Roșii era însuși Stalin, iar după el, în calitate de comisar al apărării, Semion Timoșenko, unul dintre cei mai mari strategi din istoria sovietică. Marele Stat Major era sub conducerea lui Gheorghi Jukov, care și-a început cariera în timpurile țariste și obținuse multe victorii contra Germaniei naziste.

### Legea de împrumut și închiriere
Aliații, în special Statele Unite ale Americii, Marea Britanie și Canada au asigurat o uriașă cantitate material de război, transfer de tehnologie, suport logistic, hrană, etc către URSS, fără de care Moscova nu putea câștiga războiul cu fostul aliat, cantitatea și calitatea sunt impresionante. O lista completă: Lend Lease to Russia.
În timpul bătăliei Moscovei Marea Britanie a furnizat 30-40% din tancurile grele și medii ale Armatei Roșii, din octombrie 1941 până în decembrie 1941 au fost furnizate 466 tancuri medii și grele, Armata Roșie pierduse un număr enorm de tancuri și pentru apărarea Moscovei (bătălie decisivă) aveau la dispoziție numai 205 tancuri medii/grele, singurele ce puteau face față unităților germane, ajutorul britanic fiind vital. Industria Sovietică primea aparate/mașini unelte și materiale pe care nu le putea produce, sau care nu erau în cantități suficiente, spre ex. o întreagă fabrica Ford de anvelope a fost dezasamblată și trimisă în URSS.
17 milioane tone de echipament, în valoare de 11 miliarde USD (dolarul avea acoperire în aur, la cursul de 35$ uncia), a primit URSS numai de la SUA, pentru a face o comparație, forțele americane din Europa au consumat intre 1942-1945 22 milioane tone.
Aliații au furnizat Moscovei mare parte a materialului rulant necesar pentru a asigura transportul proviziilor pe front, 1911 de locomotive și 66 locomotive diesel plus 11.000 vagoane, asta în timp ce URSS a produs numai 446 locomotive și 1000 vagoane. Un alt domeniu vital era motorizarea diviziilor, mare parte fiind asigurată de SUA, 427.284 de camioane (URSS a produs 343.000, uzate moral, de tonaj mic și inferioare calitativ), 77.900 de Jeep-uri, 35.000 motociclete, 2300 alte vehicule. Marea Britanie asigură 4200 de ambulanțe și camioane, 323 camioane grele echipate cu aparatură pentru reparații complexe. 
SUA și Marea Britanie au asigurat 21.491 de vehicule blindate, din care 12.000 sunt tancuri iar restul vehicule de luptă pentru infanterie, 17.821 avioane (30% din totalul avioanelor de vânătoare și 30% din bombardiere erau de la Aliați).
15.631 de tunuri și 131.693 de pistoale-mitralieră plus muniție, proiectile de artilerie, explozibili, primite de la SUA ce reprezentau cât 53% din întreaga producție a URSS, motoare de aviație în valoare de 1,15 miliarde Lire aur, sute de tunuri marine, 27 vapoare, mii de aparate de telecomunicații.
4-5 milioane tone de mâncare (mai ales produse deficitare în URSS, ex. zahar, conserve de carne, făină), 57% din totalul combustibilului de aviație folosit de URSS, 15 milioane perechi de bocanci.
La fel ca în războiul civil, datorită propagandei, adevăratele avantaje (vezi ofițerii armatei Țariste din Armata Roșie) sunt trecute cu vederea, anume alianța cu Germania (de la Tratatul dela Rapallo, terminând cu Pactul Ribbentrop-Molotov) și alianța cu SUA/Marea Britanie (după atacul URSS de către Germania Național Socialistă, fostul aliat) prin sprijinul masiv primit din partea acestora.
Cei mai importați aliați ai Armatei Roșii au fost, în mod evident, clima teribilă a stepelor rusești și starea deplorabilă a infrastructurii.
Al doilea Război Mondial a însemnat pentru Armata Sovietică un enorm triumf (datorat, în mare parte, norocului și armatelor aliate) și în același timp, o mare pierdere de vieți omenești (mai mult de 13 milioane). Aceste imense pierderi au avut loc în  bătăliile de retragere duse pentru apărarea Stalingradului, (azi Volgograd) și a Moscovei, în luptele de la Kursk (Rusia, 1943), considerată a fi cea mai mare bătălie terestră din istorie, iar mai apoi în retragerea nemților până la Berlin. Armata Roșie a intrat prima în capitala germană, iar soldații săi au arborat, simbolic, steagul roșu, pe clădirea parlamentului german (Reichstag).

## Crimele de război ale Armatei Roșii
- Descazacizare

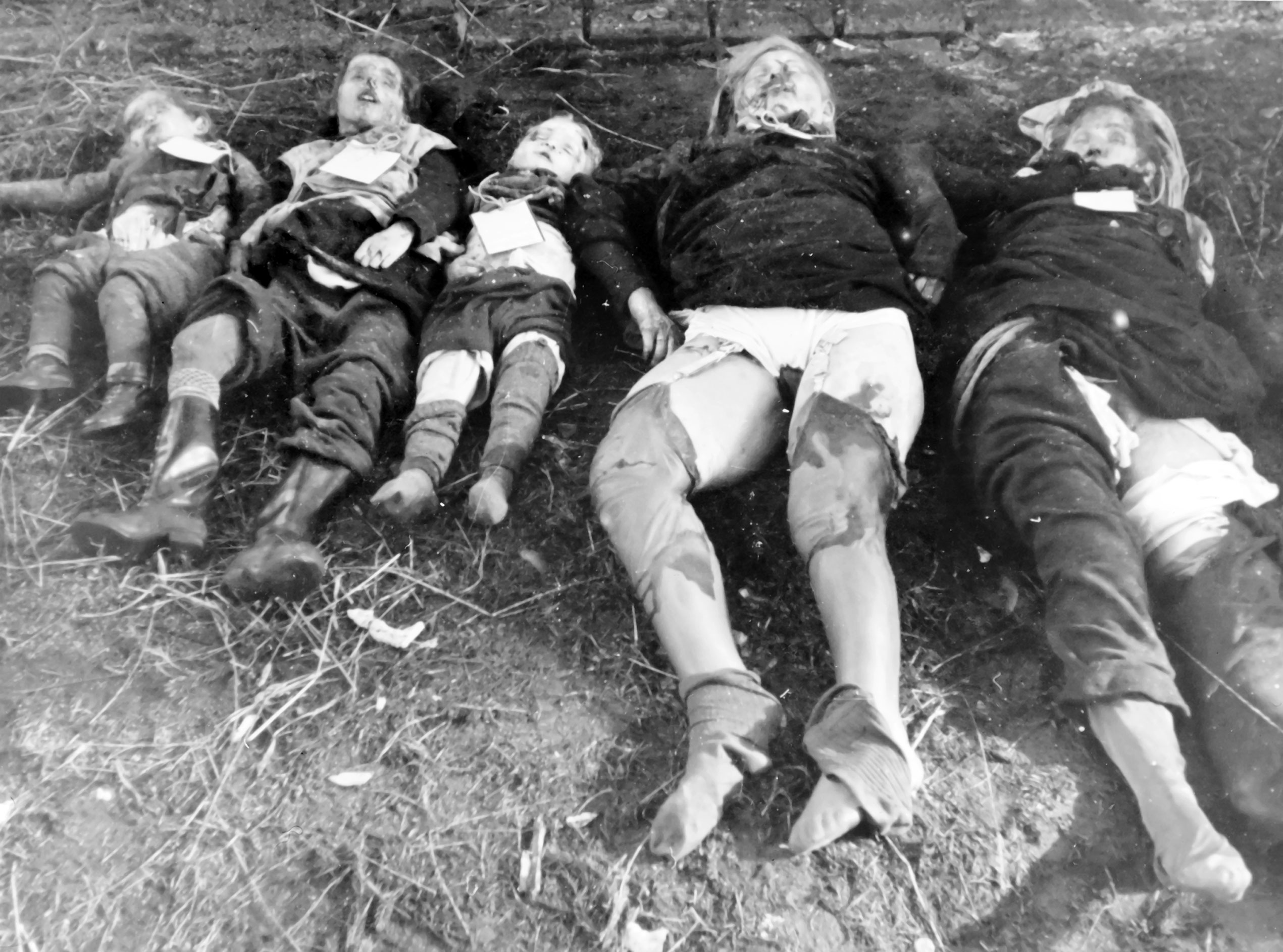
Civili germani uciși de trupele sovietice

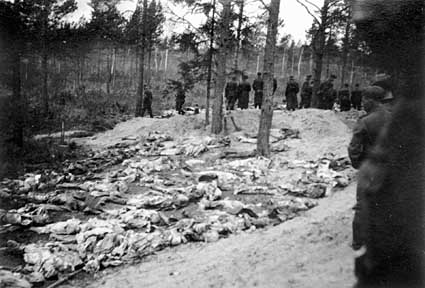
Masacrul dela Katyń

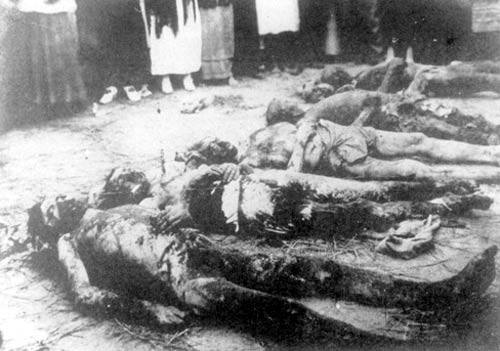
Victime ale Terorii Roșii, Herson 1918

- Jafurile Armatei Roșii
- Masacrul de la Broniki
- Masacrul de la Feodosia
- Masacrul de la Grischino
- Masacrul dela Katyń
- Masacrul de la Nemmersdorf
- Masacrul de la Przyszowice
- Teroarea Roșie

## Războiul Rece
În anii de după război Armata Roșie a fost redenumită Armata Sovietică. După terminarea Celui de-al Doilea Război Mondial, Armata Sovietică a fost parte a Tratatului de la Varșovia, în care erau integrate și națiunile care au rămas sub influența sovietică în Europa de Est. Armamentul său nuclear a crescut proporțional cu cel al Statelor Unite ale Americii. A acționat în Conflictul de frontieră chino-sovietic (1969), invadarea Ungariei în 1956 și invadarea Cehoslovaciei în 1968 pentru a înăbuși revoltele anticomuniste din aceste țări. Ultimul război la care a participat a fost cel din Afganistan, între 1979 și 1989, în sprijinul guvernului prosovietic din această țară, care lupta împotriva unei revolte armate.
Dupa căderea regimului sovietic în 1991, Armata Sovietică a suferit substanțiale modificări. 

## Organizarea
La începuturi Armata Roșie funcționa pe bază de voluntariat, fără graduri sau însemne militare, ofițerii fiind aleși prin alegeri. Acest lucru se întâmpla datorită faptului că bolșevicii au folosit propaganda pentru a ataca organizarea și disciplina Armatei Imperiale Ruse cu scopul de induce o stare de revoltă printre militarii țariști. Odată obținută puterea, bolșevicii au introdus gradele și însemnele militare, pedeapsa cu mortea, serviciul militar obligatoriu pentru bărbații cu vârsta peste 18 ani. recrutând majoritatea ofițerilor din rândurile foștilor ofițeri țariști
La mijlocul anilor 1920 au fost introduse comandamentele regionale, în fiecare regiune barbații ce ajungeau la vârsta recrutării erau încorporați activ în fiecare an timp de cinci ani în unități regionale, 3 luni/an în primul an și câte o lună/an restul anilor. Unitățile teritoriale, cu ofițerii profesioniști constituind „nucleul”, însemnau jumătate din forța Armatei Roșii, 46 din 77 divizii de infanterie și una din cele unsprezece divizii de cavalerie. Restul constituiau trupe angajate cu contract, sistemul teritorial fiind abolit în întregime în 1937-1938.
Comandamentul suprem al forțelor armate era STAVKA.

### Tipuri de organizații militare ale Armatei Roșii
- Operațiuni militare în Teatrul de Război (în Rusă: Театр военных действий)
- Districte Militare
- Fronturi
- Armate
- Corp de armată
- Divizie

## Epurările din armată
- Epurările Armatei Roșii din 1941
- Marea Epurare